# سی‌جی‌ای کورپوریشن
سی‌جی‌ای (انگلیسی: China Green Agriculture) شرکت کشاورزی چینی است، که در سال ۱۹۹۸ تأسیس شد.